# Kibō (módulo da ISS)
O Kibō, também conhecido como Módulo de Experiências Japonês (JEM - na sigla em inglês; Kibō, esperança em japonês)
é o componente japonês da Estação Espacial Internacional desenvolvida pela JAXA. Quando completo será o maior laboratório da ISS. As primeiras partes foram lançadas nas missões dos ônibus espaciais STS-123 e STS-124. A terceira e última parte foi transportada para a ISS com a missão STS-127 da nave Endeavour, lançada de Cabo Canaveral em 15 de julho de 2009.

## Estrutura do Kibo
Consiste em 4 componentes:
- O Módulo Pressurizado (PM - Pressurized Module) é o núcleo do complexo. De forma cilíndrica, mede 11,2 m de comprimento e 4,4 m de diâmetro. Contem 10 racks standard para carga (ISPRs). É o maior módulo em volume da Estação.
- O Complexo Exposto (EF - Exposed Facility), também conhecido como "Terraço" localiza-se fora do cone do PM . Aqui, as experiências realizadas estão completamente expostas no espaço.
- O Módulo de Experiências e Logística (ELM - Experiment Logistics Module) contêm uma secção pressurizada para servir o PM e uma não pressurizada para servir o EF. É instalada acima do acesso do PM e é altamente móvel. Foi concebida como um módulo de armazenamento e transporte.
- O Sistema do Manipulador Remoto (JEMRMS - Remote Manipulator System) é um braço robótico, montado na extremidade do PM, para servir o EF e mover equipament de e para o ELM.

## Histórico de montagem
A 2 de Maio de 2003 o módulo PM deixou o Japão em direcção ao Centro Espacial John F. Kennedy, onde chegou no dia 30 do mesmo mes. O complexo JEM foi enviado à ISS em três vôos:
- O Módulo de Experiências e Logística Kibo (ELM - Experiment Logistics Module) PS foi instalado em Março de 2008 pela tripulação da STS-123 Endeavour.[2]
- O Módulo Pressurizado (PM - Pressurized Module), JEM Sys Racks, Remote Manipulator System (JEMRMS) foi instalado em Junho de 2008 pela tripulação da STS-124 Discovery.[3]
- O Complexo Exposto (EF - Exposed Module) foi acoplado pela tripulação da STS-127 em Julho de 2009.[4]

## Especificações
- Módulo Pressurizado
  - Comprimento: 11.2 m
  - Diâmetro: 4.4 m
  - Massa: 15,900 kg

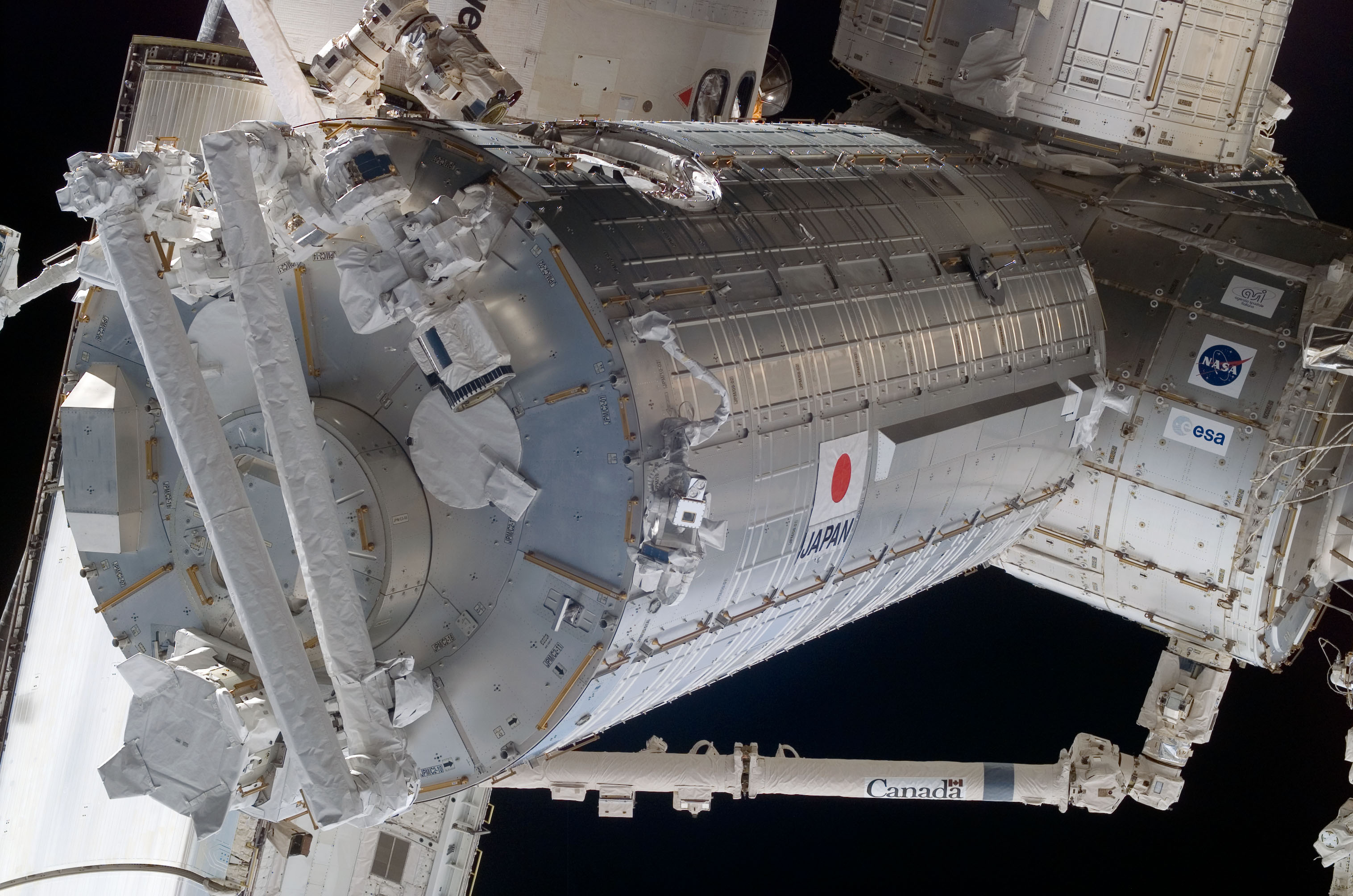
O Kibo instalado na ISS

- Módulo de Experiências e Logística
  - Comprimento: 3.9 m
  - Diâmetro: 4.4 m
  - Massa: 4,200 kg